# Trávniky

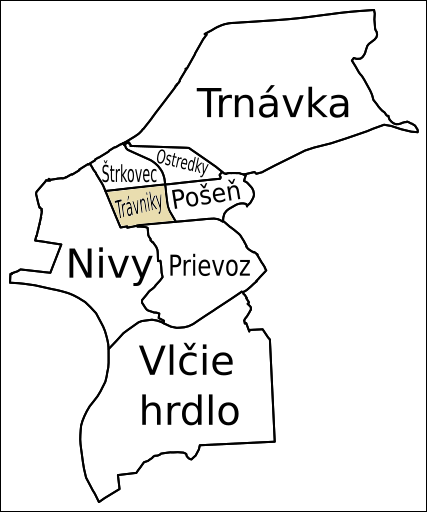
Poloha Trávnikov

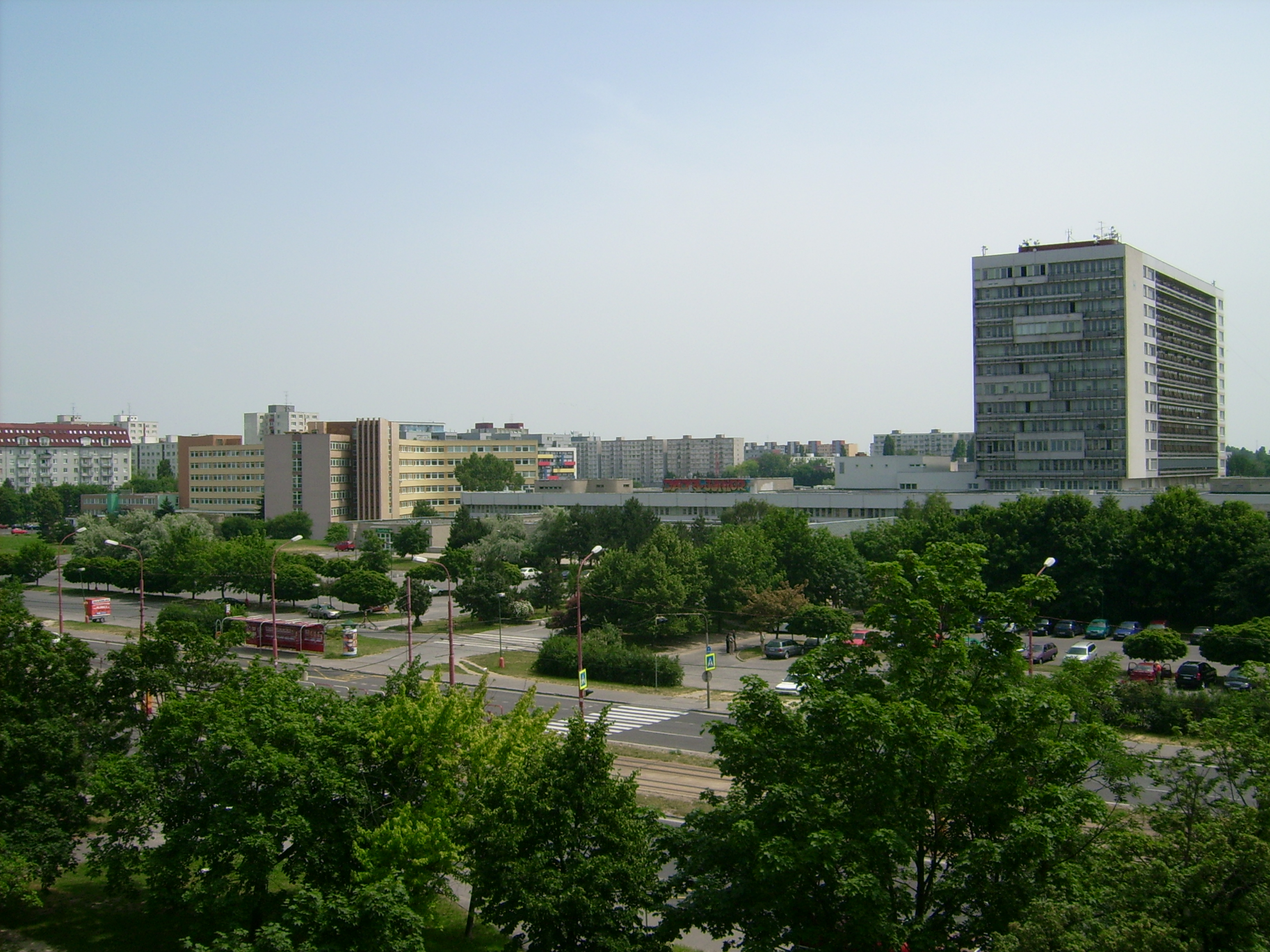
Nalevo Poliklinika Ružinov, napravo nemocnice Ružinov

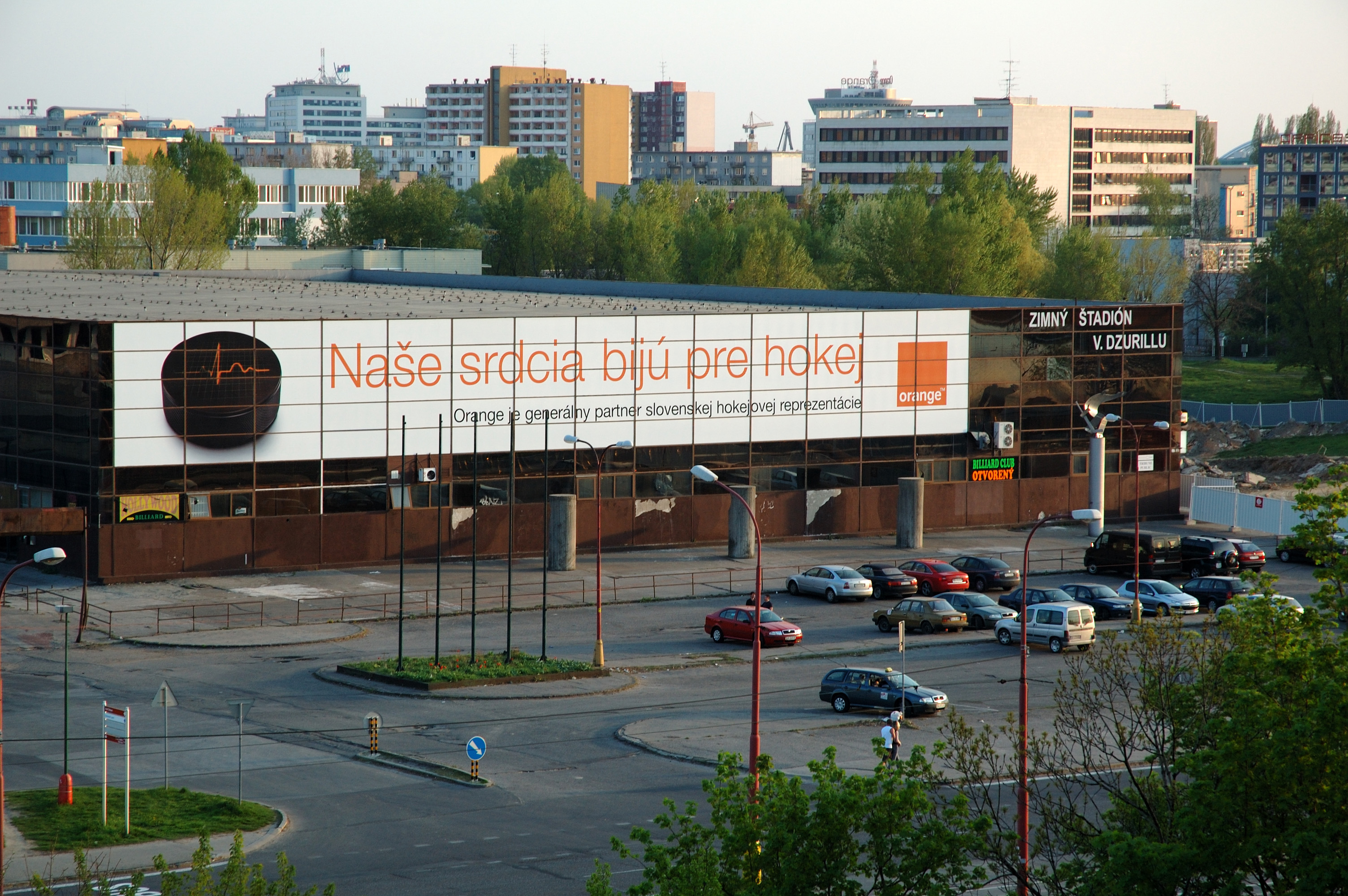
Zimní stadion Vladimíra Dzurilly

Trávniky jsou místní část v Bratislavě v městské části Ružinov v okrese Bratislava II.
Lokalita je přibližně ohraničená ulicemi a komunikacemi Bajkalská, Ružinovská, Tomášikova, Prievozská a Gagarinova.
Sídlišti dominuje budova obchodního centra Retro s výškou asi 80 metrů.

## Seznam institucí a veřejných objektů
- Obchodní akademie Nevädzová 3
- Panevropská vysoká škola - Nevädzová 5
- Park Andreja Hlinku
- Poliklinika Ružinov
- Ružinovské jezero - jezero Rohlík (název podle tvaru)
- Spoločenský dům Trávniky, Nevädzová 4 [1]
- Univerzitná nemocnice Ružinov
- Základní škola Nevädzová 2
- Zimní stadion Vladimíra Dzurillu

## Seznam ulic na Trávnikoch
Ulice jsou pojmenovány po květinách a rostlinách:
- Astrová ulice
- Azalková ulice
- Bajkalská ulice
- Ďatelinová ulice
- Gagarinova ulice
- Ľanová ulice
- Martinčekova ulice
- Muškátová ulice
- Narcisová ulice
- Nevädzová ulice
- Nezábudková ulice
- Papraďová ulice
- Pažítková ulice
- Pivonková ulice
- Prievozská ulice
- Rezedová ulice
- Rumančeková ulice
- Ružinovská ulice
- Sedmokrásková ulice
- Šalviová ulice
- Tomášikova ulice

## Obchody a firmy
- Obchodní centrum Retro, vybrané obchody a služby:[2]
  - Adidas
  - První stavební spořitelna
  - Slovenská pošta
  - Slovenská spořitelna
  - ŠEVT atd.